# چرخاب شمالی اقیانوس آرام

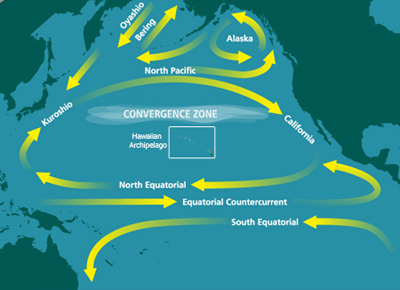
چرخاب شمالی اقیانوس آرام

چرخاب شمالی اقیانوس آرام (به انگلیسی: North Pacific Gyre)، در اقیانوس آرام قرار گرفته و یکی از پنج چرخاب اصلی می‌باشد.
این چرخاب بزرگترین اکوسیستم زمین می‌باشد که از استوا تا °۵۰ شمالی گسترش یافته و حدود ۲۰ میلیون کیلومتر مربع مساحت دارد.
این چرخاب به محلی برای جمع شدن زباله‌های ساخته بشر تبدیل شده که به زباله‌دان بزرگ اقیانوس آرام معروف شده است.
این چرخاب از چهار جریان تشکیل شده است:
- جریان کورشیو در غرب
- جریان آرام شمالی در شمال
- جریان کالیفرنیا در شرق
- جریان استوایی شمالی آرام در جنوب